# Lista de desembargadores do Tribunal Regional Federal da 5.ª Região por turma
Esta é uma lista de desembargadores federais do Tribunal Regional Federal da 5ª Região, pela composição dos seus órgãos fracionários (Turmas), desde a sua fundação, em 1989.
Inicialmente, o TRF5 era constituído pelo Tribunal Pleno, com a totalidade dos seus membros (10), e duas Turmas julgadoras, cada qual com quatro integrante, não as integrando o Presidente e o Vice-presidente do tribunal, contudo com a participaçãode apenas três no julgamento dos processos: o relator e os dois membros que o seguissem pelo critério de antiguidade.
Na redação original do Regimento Interno do TRF5, as turmas seriam presididas pelo integrante mais antigo, sendo alterado o dispositivo regimental para, a partir da posse da nova mesa diretora do tribunal, os integrantes de cada turma julgadora elegesse livremente seu presidente.
Em 1994, foi instalada a 3ª Turma, passando o Vice-presidente do tribunal a integrar as turmas julgadoras e o remanejamento de um integrante das duas turmas originais, cada qual agora contando com três integrantes.
Com a ampliação do número de membros do TRF5 para 15, foi instalada a 4ª Turma, permanecendo integradas por três julgadores, e delas não participando o Presidente, o Vice-presidente e o Corregedor regional.
Nova ampliação do número de membros do TRF5 para 24, através da Lei nº 14.253, de 30.11.2021, sendo instaladas as 5ª, 6ª e 7ª Turma, além da criação de três Seções, com a redistribuição de anterior competência do Tribunal Pleno, permanecendo o Presidente, o Vice-presidente e o Corregedor regional não participando dos órgãos fracionários, mas apenas do Tribunal Pleno.
| Ano       | Mesa Diretora                                                                    | 1ª Turma | 2ª Turma                                                                                                   | 3ª Turma                                                                                | 4ª Turma                                                                                        | 5ª Turma | 6ª Turma                                                                                                | 7ª Turma                                                                                          |  |
| 1989/1990 | . Ridalvo Costa . Araken Mariz                                                   | . Hugo Machado . Castro Meira . Orlando Rebouças . Francisco Falcão                                          | . José Delgado . Petrucio Ferreira . Lázaro Guimarães . Nereu Santos                                       |                                                                                         |                                                                                                 | | |                                                                                                   |  |
| 1990/1991 | Araken Mariz Hugo Machado                                                        | Ridalvo Costa Castro Meira Orlando Rebouças Francisco Falcão                                                 | José Delgado Petrucio Ferreira Lázaro Guimarães Nereu Santos                                               |                                                                                         |                                                                                                 | | |                                                                                                   |  |
| 1991/1992 | Hugo Machado José Delgado                                                        | Castro Meira Ridalvo Costa Orlando Rebouças Francisco Falcão                                                 | Araken Mariz Petrucio Ferreira Lázaro Guimarães Nereu Santos                                               |                                                                                         |                                                                                                 | | |                                                                                                   |  |
| 1992/1993 | José Delgado Castro Meira                                                        | Francisco Falcão Ridalvo Costa Hugo Machado Orlando Rebouças / José Maria Lucena                             | Petrucio Ferreira Araken Mariz Lázaro Guimarães Nereu Santos                                               |                                                                                         |                                                                                                 | | |                                                                                                   |  |
| 1993/1994 | Castro Meira Petrucio Ferreira                                                   | José Maria Lucena Ridalvo Costa Hugo Machado Francisco Falcão                                                | Lázaro Guimarães Araken Mariz José Delgado Nereu Santos                                                    |                                                                                         |                                                                                                 | | |                                                                                                   |  |
| 1994/1995 | Petrucio Ferreira Lázaro Guimarães                                               | Hugo Machado Castro Meira Francisco Falcão                                                                   | Araken Mariz José Delgado Nereu Santos                                                                     | Ridalvo Costa Lázaro Guimarães José Maria Lucena                                        |                                                                                                 | | |                                                                                                   |  |
| 1995/1996 | Lázaro Guimarães Nereu Santos                                                    | Hugo Machado Castro Meira Francisco Falcão                                                                   | Araken Mariz José Delgado Petrucio Ferreira                                                                | Ridalvo Costa Nereu Santos José Maria Lucena                                            |                                                                                                 | | |                                                                                                   |  |
| 1996/1997 | Nereu Santos Francisco Falcão                                                    | Hugo Machado / Ubaldo Cavalcanti Castro Meira Francisco Falcão                                               | Araken Mariz Petrucio Ferreira Lázaro Guimarães                                                            | Ridalvo Costa José Maria Lucena José Delgado / Geraldo Apoliano                         |                                                                                                 | | |                                                                                                   |  |
| 1997/1999 | Francisco Falcão José Maria Lucena                                               | Castro Meira José Maria Lucena Ubaldo Cavalcante                                                             | Araken Mariz Petrucio Ferreira Lázaro Guimarães                                                            | Ridalvo Costa Nereu Santos Geraldo Apoliano                                             |                                                                                                 | | |                                                                                                   |  |
| 1999/2001 | José Maria Lucena Geraldo Apoliano                                               | Castro Meira Ubaldo Cavalcante Francisco Falcão / Margarida Cantarelli                                       | Araken Mariz Petrucio Ferreira Lázaro Guimarães                                                            | Ridalvo Costa Nereu Santos Geraldo Apoliano                                             | José Baptista de Almeida Filho Napoleão Maia Nunes Filho Luiz Alberto Gurgel de Faria           | | |                                                                                                   |  |
| 2001/2003 | Geraldo Apoliano Ubaldo Cavalcante Francisco Cavalcanti                          | Castro Meira José Maria Lucena Margarida Cantarelli                                                          | Petrucio Ferreira Lázaro Guimarães Araken Mariz / Paulo Roberto de Oliveira Lima                           | Ridalvo Costa Nereu Santos Paulo Gadelha                                                | José Baptista de Almeida Filho Napoleão Nunes Maia Filho Luiz Alberto Gurgel de Faria           | | |                                                                                                   |  |
| 2003/2005 | Margarida Cantarelli Napoleão Nunes Maia Filho José Baptista de Almeida Filho    | José Maria Lucena Ubaldo Cavalcante Francisco Wildo                                                          | Paulo Roberto de Oliveira Lima Petrucio Ferreira Francisco Cavalcanti                                      | Paulo Gadelha Ridalvo Costa Geraldo Apoliano                                            | Luiz Alberto Gurgel de Faria Lázaro Guimarães Marcelo Navarro                                   | | |                                                                                                   |  |
| 2005/2007 | Francisco Cavalcanti Paulo Roberto de Oliveira Lima Luiz Alberto Gurgel de Faria | Francisco Wildo José Maria Lucena Ubaldo Cavalcante                                                          | Napoleão Nunes Maia Filho Petrucio Ferreira José Baptista de Almeida Filho                                 | Geraldo Apoliano Ridalvo Costa Paulo Gadelha                                            | Marcelo Navarro Lázaro Guimarães Margarida Cantarelli                                           | | |                                                                                                   |  |
| 2007/2009 | José Baptista de Almeida Filho Paulo Gadelha Francisco Wildo                     | José Maria Lucena Francisco Cavalcanti Ubaldo Cavalcante / Barros Dias                                       | Luiz Alberto Gurgel de Faria Napoleão Nunes Maia Filho / Manoel Erhardt Petrúcio Ferreira / Rogério Fialho | Paulo Roberto de Oliveira Lima Geraldo Apoliano Ridalvo Costa / Vladimir Souza Carvalho | Marcelo Navarro Lázaro Guimarães Margarida Cantarelli                                           | | |                                                                                                   |  |
| 2009/2011 | Luiz Alberto Gurgel de Faria Marcelo Navarro Manoel Erhardt                      | José Maria Lucena Francisco Cavalcanti Rogério Fialho                                                        | Paulo Gadelha Francisco Wildo Barros Dias                                                                  | Vladimir Souza Carvalho Geraldo Apoliano Paulo Roberto de Oliveira Lima                 | Margarida Cantarelli Lázaro Guimarães Edilson Pereira Nobre                                     | | |                                                                                                   |  |
| 2011/2013 | Paulo Roberto de Oliveira Lima Rogério Fialho Vladimir Souza Carvalho            | José Maria Lucena Francisco Cavalcanti Rogério Fialho                                                        | Paulo Gadelha Francisco Wildo Barros Dias                                                                  | Vladimir Souza Carvalho Geraldo Apoliano Paulo Roberto de Oliveira Lima                 | Margarida Cantarelli Lázaro Guimarães Edilson Pereira Nobre                                     | | |                                                                                                   |  |
| 2013/2015 | Francisco Wildo Edilson Pereira Nobre Barros Dias                                | Manoel Erhardt Francisco Cavalcanti José Maria Lucena                                                        | Paulo Roberto de Oliveira Lima Vladimir Souza Carvalho Fernando Braga                                      | Geraldo Apoliano Luiz Alberto Gurgel de Faria Marcelo Navarro                           | Rogério Fialho Lázaro Guimarães Margarida Cantarelli / Ivan Lira (convocado)                    | | |                                                                                                   |  |
| 2015/2017 | Marcelo Navarro / Rogério Fialho Roberto Machado Fernando Braga                  | Manoel Erhardt Francisco Wildo / Rubens Canuto / Manuel Maria (convocado) José Maria Lucena / Alexandre Luna | Paulo Roberto de Oliveira Lima Vladimir Souza Carvalho Ivan Lira (convocado)                               | Paulo Machado Cordeiro Geraldo Apoliano / Cid Marconi Barros Dias / Carlos Rebêlo       | Rogério Fialho / Edilson Pereira Nobre Lázaro Guimarães Manuel Maia (convocado) / Rubens Canuto | | |                                                                                                   |  |
| 2017/2019 | Manoel Erhardt Cid Marconi Paulo Machado Cordeiro                                | Roberto Machado Alexandre Luna Freire Élio Wanderley de Siqueira                                             | Paulo Roberto de Oliveira Lima Vladimir de Souza Carvalho Leonardo Carvalho                                | Rogério Fialho Moreira Fernando Braga Carlos Rebêlo                                     | Rubens Canuto Lázaro Guimarães Edilson Pereira Nobre                                            | | |                                                                                                   |  |
| 2019/2021 | Vladimir de Souza Carvalho Rubens Canuto / Lázaro Guimarães Carlos Rebêlo        | Roberto Machado Alexandre Luna Freire Élio Wanderley de Siqueira                                             | Paulo Roberto de Oliveira Lima Paulo Machado Cordeiro Leonardo Carvalho                                    | Rogério Fialho Moreira Fernando Braga Cid Marconi                                       | Lázaro Guimarães Manoel Erhard Edilson Pereira Nobre Rubens Canuto                              | | |                                                                                                   |  |
| 2021/2023 | . Edilson Pereira Nobre . Alexandre Luna Freire . Élio Wanderley de Siqueira     | . Carlos Rebêlo . Roberto Machado . Roberto Wanderley                                                        | . Paulo Machado Cordeiro . Paulo Roberto de Oliveira Lima . Leonardo Carvalho                              | . Cid Marconi .Rogério Fialho Moreira .Fernando Braga                                   | . Vladimir de Souza Carvalho . Manoel Erhardt . Rubens Canuto                                   | .Francisco Alves dos Santos Júnior . Joana Carolina Lins Pereira . Marco Bruno Miranda Clementino (convocado) | .Sebastião José Vasques de Moraes L. eonardo Resende Martins . Rodrigo Antônio Tenório Correia da Silva | .Germana de Oliveira Moraes . Frederico Wildson da Silva Dantas . Leonardo Augusto Nunes Coutinho |  |